# دیوید کاسومو
دیوید کاسومو (انگلیسی: David Kasumu بازیکن فوتبال اهل بریتانیا است.
از باشگاه‌هایی که در آن بازی کرده‌است می‌توان به باشگاه فوتبال میلتون کینز دونز اشاره کرد.